# Berg im Gau
Berg im Gau ist eine Gemeinde im oberbayerischen Landkreis Neuburg-Schrobenhausen sowie Mitglied der Verwaltungsgemeinschaft Schrobenhausen.

## Geografie

### Lage
Berg im Gau liegt in der Planungsregion Ingolstadt am Rand des Donaumooses zwischen Neuburg und Schrobenhausen.

### Gemeindeteile
Die Gemeinde hat acht Gemeindeteile (in Klammern ist der Siedlungstyp angegeben):
- Alteneich (Dorf)
- Berg im Gau (Pfarrdorf)
- Dettenhofen (Dorf)
- Dirschhofen (Kirchdorf)
- Eppertshofen (Dorf)
- Lampertshofen (Dorf)
- Oberarnbach (Dorf)
- Siefhofen (Dorf)

Es gibt nur die Gemarkung Berg im Gau.

## Geschichte

### Bis zur Gemeindegründung
Der Ort wurde erstmals 800 als „ad Pergon“ urkundlich erwähnt. Berg im Gau gehörte zum Kurfürstentum Bayern, war aber ein Teil der geschlossenen Hofmark Oberarnbach (entstanden im Jahr 1279) der Freiherren von Pfetten. Im Zuge der Verwaltungsreformen in Bayern entstand mit dem Gemeindeedikt von 1818 die heutige Gemeinde.

### Ausgliederung
Bei der Gemeindereform musste Berg im Gau am 1. Mai 1978 seine Gemeindeteile im Donaumoos mit Ausnahme der Mooshäuser „Am Kanal“ abtreten.

### Einwohnerentwicklung
Zwischen 1988 und 2018 wuchs die Gemeinde von 1014 auf 1290 um 276 Einwohner bzw. um 27,2 %.
- 1961: 0965 Einwohner
- 1970: 0949 Einwohner
- 1987: 1005 Einwohner
- 1991: 1051 Einwohner
- 1995: 1097 Einwohner
- 2000: 1143 Einwohner
- 2005: 1191 Einwohner
- 2010: 1193 Einwohner
- 2015: 1255 Einwohner
- 2016: 1286 Einwohner

## Politik

### Bürgermeister
Bürgermeister ist seit 2008 Helmut Roßkopf (Freie Wähler), der sich damals gegen Peter Finkenzeller (CSU) mit 53,2 % der Stimmen durchsetzte. Sein Vorgänger war Helmut Seel (CSU). Bei der Kommunalwahl 2014 wurde er ohne Gegenkandidat mit 96,9 % bestätigt. Bei der Kommunalwahl 2020 wurde er ohne Mitbewerber mit 75,5 % im Amt bestätigt.

### Gemeinderat
Bei den Kommunalwahlen 2014 und 2020 blieb die Sitzverteilung unverändert wie in der Amtszeit 2008–2014.
| Partei / Liste  | Wahl 2020     | Wahl 2020 |
| Partei / Liste  | Stimmenanteil | Sitze     |
| --------------- | ------------- | --------- |
| CSU             | 52,70 %       | 6         |
| Freie Wähler    | 47,30 %       | 6         |
| Gesamt          | 100 %         | 12        |
| Wahlbeteiligung | 74,90 %       | 74,90 %   |

### Steuereinnahmen
2017 waren die Gemeindesteuereinnahmen 1.487.000 €, davon betrugen die Gewerbesteuereinnahmen (netto) 572.000 € und der Gemeindeanteil an der Einkommensteuer 748.000 €. Die Steuerkraft betrug 1078 € je Einwohner.

## Baudenkmäler

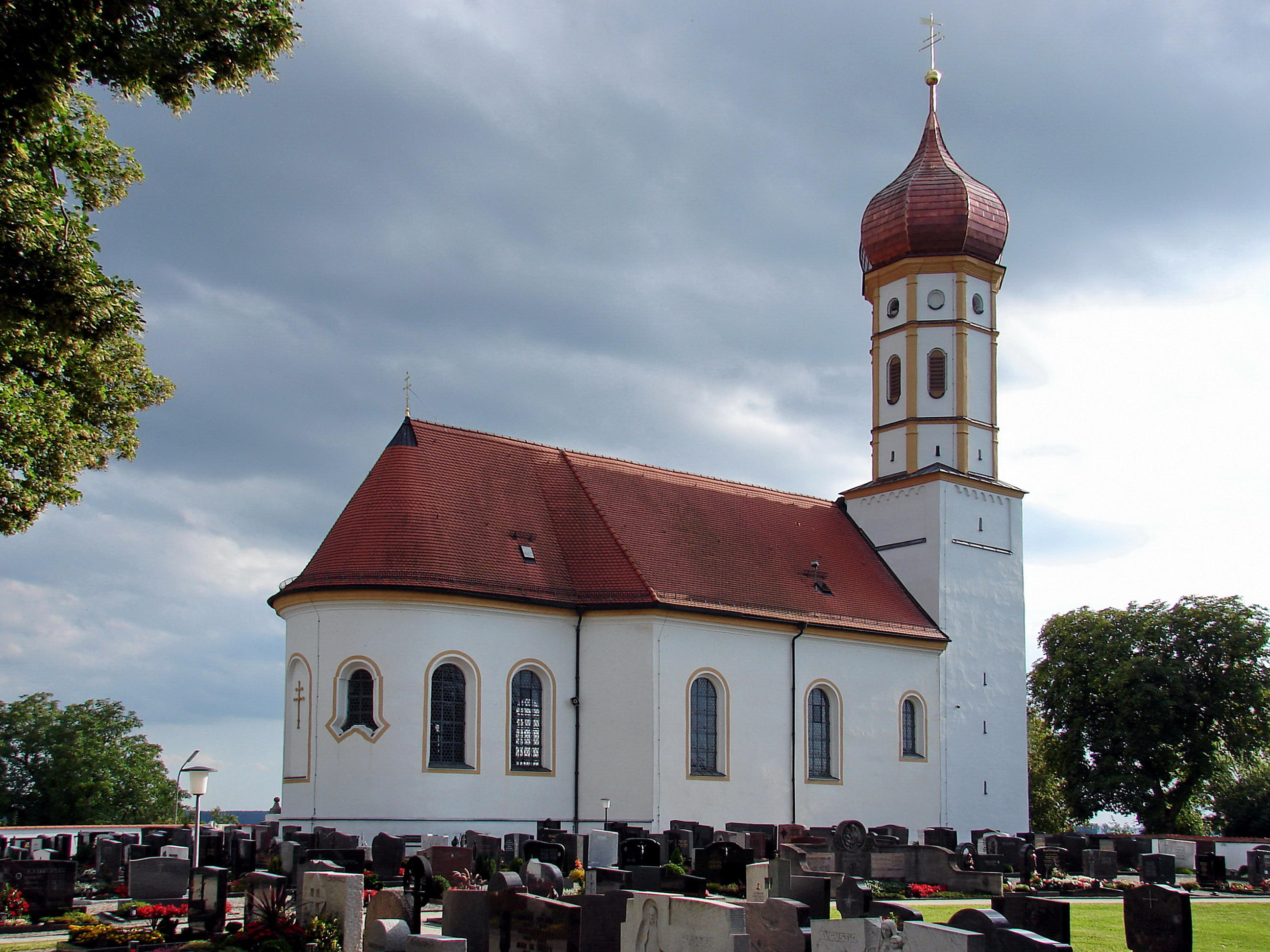
Katholische Pfarrkirche Mariä Heimsuchung

### Gemeindewappen

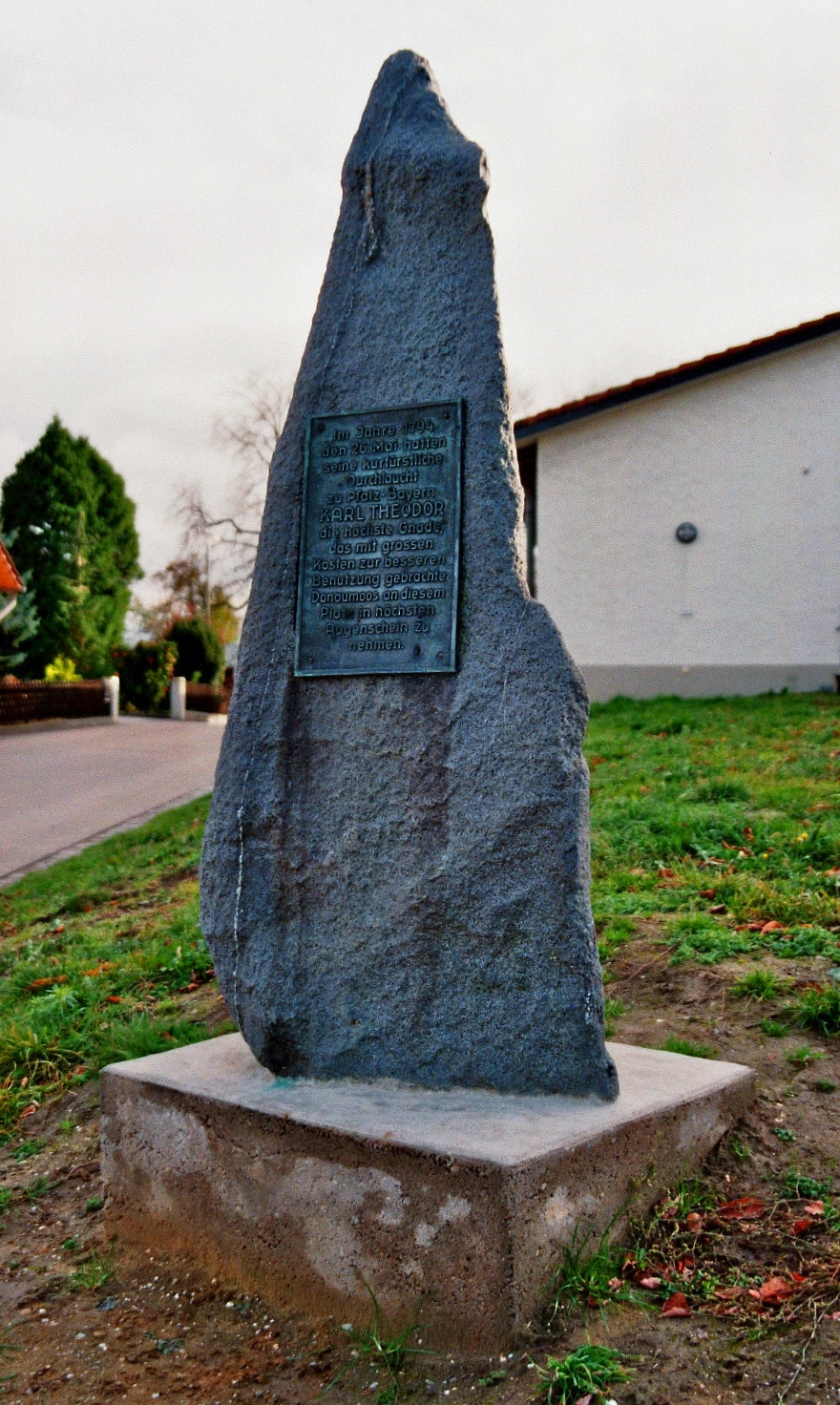
Denkmal zur Erinnerung an den Besuch des Kurfürsten

| | Blasonierung: „Geteilt von Blau und Silber; oben ein rot gefütterter silberner Kurfürstenhut mit goldenem Reichsapfel und Kreuz, unten eine grüne Kartoffelblüte“ |
| Wappenbegründung: Der Kurfürstenhut oben erinnert an den Besuch von Kurfürst Karl Theodor, der sich am 26. Mai 1794 persönlich ein Bild vom Fortgang der Kultivierung des Donaumooses machte. Die Kartoffelblüte weist darauf hin, dass sich die am Rand des Donaumooses gelegene Gemeinde nach der Trockenlegung der Feuchtgebiete im ausgehenden 18. Jahrhundert zu einem bedeutenden Kartoffelanbaugebiet entwickelte. Die Feldfarben Silber und Blau sind die Farben des Hauses Wittelsbach und des Landes Bayern. Wappenführung seit 1966 | |

## Wirtschaft und Infrastruktur

### Wirtschaft einschließlich Land- und Forstwirtschaft
2017 gab es nach der amtlichen Statistik in der Gemeinde 422 sozialversicherungspflichtige Arbeitsplätze. 594 Einwohner standen in einem versicherungspflichtigen Arbeitsverhältnisse, so dass die Zahl der Auspendler um 172 höher war als die Zahl der Einpendler. Sechs Einwohner waren im Jahr 2017 arbeitslos gemeldet.
2016 bestanden 42 landwirtschaftliche Betriebe, die insgesamt eine Fläche von 1.926 ha landwirtschaftlich nutzten. Davon waren 208 ha Wiesen und Weiden sowie 1.718 ha Ackerland.

### Bildung
Es gibt folgende Einrichtungen:
- eine Kindertageseinrichtung mit 62 genehmigten Plätzen und 58 Kindern, davon neun unter drei Jahren und acht mit sechs Jahren und älter (Stand: 1. März 2018) und
- die Grundschule Berg im Gau mit elf Lehrern und 189 Schülern (Schuljahr 2019/20)[8]